# Astragalus pskemensis
Astragalus pskemensis är en ärtväxtart som beskrevs av Mikhail Grigoríevič Popov. Astragalus pskemensis ingår i släktet vedlar, och familjen ärtväxter. Inga underarter finns listade i Catalogue of Life.